# Province de Padre Abad
La province de Padre Abad (en espagnol : Provincia de Padre Abad) est l'une des quatre provinces de la région d'Ucayali, dans le centre-est du Pérou. Son chef-lieu est la ville d'Aguaytía.

## Géographie
Couvrant une superficie de 8 822,5 km2, la province est couverte par la forêt amazonienne. Elle est limitée au nord par la région de Loreto, à l'est par la province de Coronel Portillo, au sud et à l'ouest par la région de Huánuco.

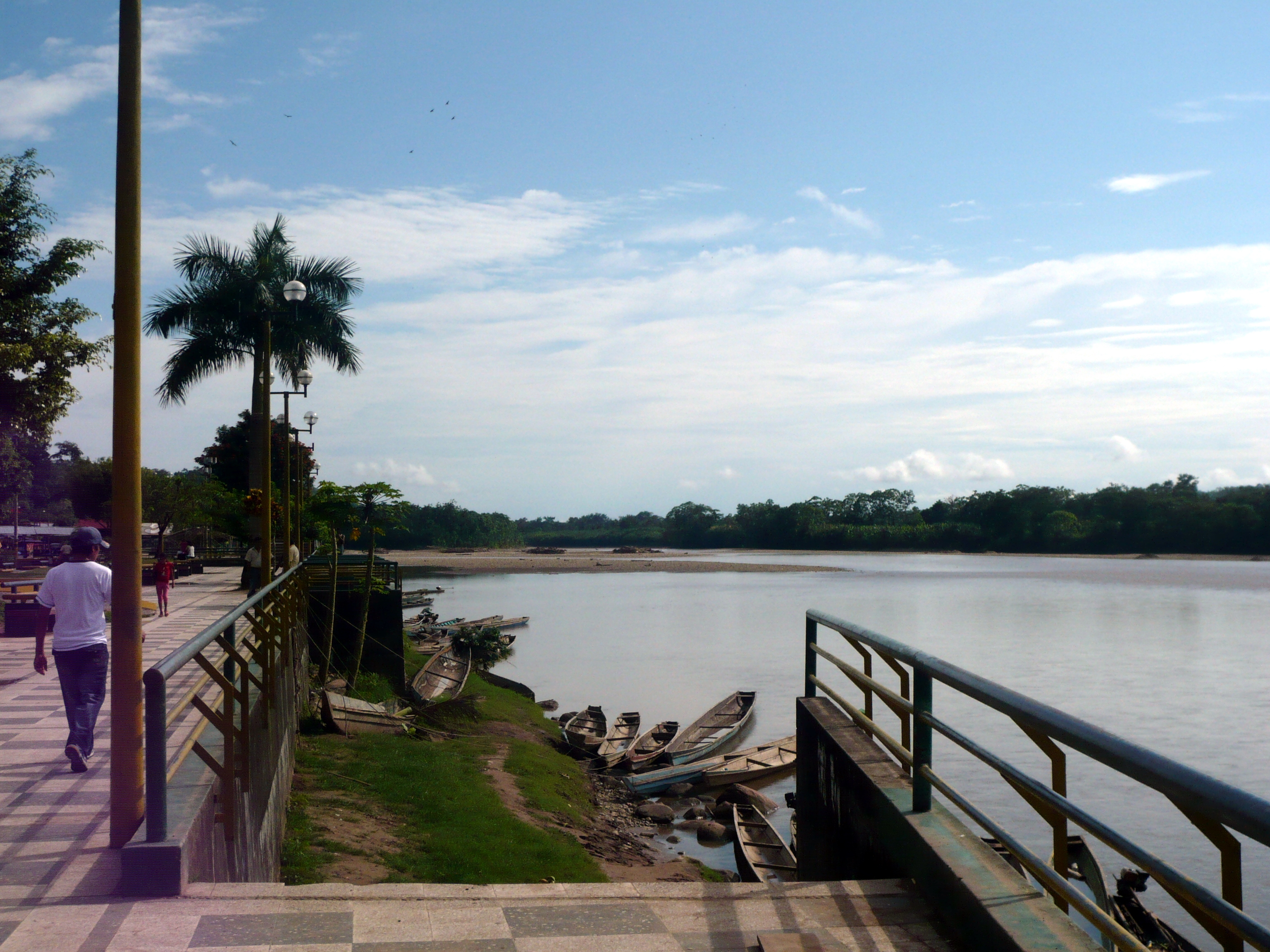
La rivière Aguaytía dans la ville du même nom

## Population
La population de la province s'élevait à 44 310 habitants en 2005.

## Subdivisions
La province est divisée en trois districts :
- Curimaná
- Irazola
- Padre Abad